# Guarea carinata
Guarea carinata là một loài thực vật có hoa trong họ Meliaceae. Loài này được Ducke mô tả khoa học đầu tiên năm 1943.